# Carol Schmidt
Carol (Carl) Schmidt (în germană Karl-Ferdinand Alexander Schmidt; n. 25 iunie 1846, Bălți – d. 9 martie 1928, Chișinău) a fost cel mai longeviv primar al Chișinăului, fiind la cârma capitalei din 1877 și până în 1903, cu o contribuție deosebită la modernizarea orașului. Este considerat drept cel mai bun primar pe care l-a avut Chișinăul vreodată. A fost tatăl lui Alexander Schmidt, de asemenea primar al Chișinăului, între 1917-1918.

## Biografie
S-a născut la Bălți, în familia lui Alexander Schmidt Senior, german basarabean, chirurg la Direcția Medicală a Basarabiei. Mama lui Carol Schmidt era de origine poloneză. În documentele rusești a fost menționat drept Карл Александрович Шмидт, transliterat Karl Alexandrovici Șmidt.

## Carieră

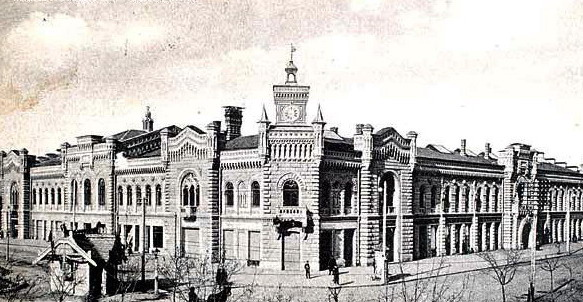
Edificiul Primăriei (atunci „duma orășenească”), clădire construită între 1898-1901, în timpul administrației lui Carol Schmidt

În perioada 1857-1863 a învățat la Gimnaziul Regional din Chișinău, între 1863-1864 a studiat la Facultatea de Fizică și Matematici a Universității Sf. Vladimir din Kiev. În 1865 a fost admis la Facultatea de Drept a Universității din Odesa, pe care a absolvit-o cu gradul de doctor în științe juridice.
Devine candidat, apoi ajutor al anchetatorului din ținutul Bender (Tighina), apoi șef al sectorului de ancheta din ținutul Chișinău. Anchetator penal al Judecătoriei de district din Chișinău (1870). Judecător de pace onorific al Districtului Chișinău (1872-1908).
Primar al Chișinăului (ales din 1877 și reales succesiv până în 1901). În 1903, după pogromul împotriva evreilor, și-a dat demisia din funcția de primar.
„Pogromul împotriva evreilor din Chișinău în luna aprilie 1903 a fost ultima picătură care a umplut paharul și l-a determinat pe Carol Schmidt să demisioneze. El, care făcuse extrem de mult pentru europenizarea orașului, nu putea concepe ca aici locuitorii pot avea o mentalitate atât de sălbatică. Așa și-a motivat demisia. Un om sensibil și cult ca el era incompatibil cu sutele negre care dictau moda politică a zilei. Altă lecție nu putea fi dată orășenilor decât demisia...”—Pantelimon V. Sinadino, ,,Chișinăul nostru" (rus. ,,Наш Кишинев"), 1903-04

## Activitate și reforme

Carol Schmidt (al doilea din dreapta, pe scaun) alături de alți fruntași ai Basarabiei

A contribuit la construirea capelei din cartierul Râșcani și a câtorva case pentru invalizi (1877-81). Cu concursul său au fost pavate străzi, a fost deschis un azil pentru pribegi (1899), s-a construit Amfiteatrul popular cu o sală de spectacole (1900), a fost dezvelit bustul lui Pușkin, au fost trase primele linii de tramvai (1881-95), a fost construit primul apeduct și rețeaua de canalizare a orașului, s-a introdus iluminatul stradal, s-au construit numeroase edificii: Școala Reală (1886), Gimnaziul de Fete al Principesei Natalia Dadiani (1900), Muzeul de istorie a ținutului (1889), sediul actual al Primăriei (1901) etc.
A fost membru al Comitetului Basarabean de Tutelare a Orfelinatelor, președinte al Direcției Chișinău a Societății de Ajutorare a Tinerilor Studioși, epitrop al Liceului de Comerț și al Școlii Reale.
A fost inițiatorul deschiderii unui muzeu al școlilor, a Socetății Muzicale Armonia și a școlii orășenești de Arte Plastice (1894, azi - Colegiul de arte plastice Alexandru Plămădeală).

## Familia
A fost căsătorit cu Maria Cristi, fiica moșierului Ioan V. Cristi, conducator al nobilimii basarabene și presedinte al Zemstvei guberniale, si a Alexandrei Nelidov (tatăl aceseia din urma era Alexandru Nelidov, un basarabean ajuns ambasadorul Imperiului Rus la Constantinopol). Din căsătoria lui Carol Schmidt cu Maria Cristi au rezultat cinci copii, între care și Alexandru (1879-1937), primar al Chișinăului în 1917-1918.

## Schmidt și posteritatea

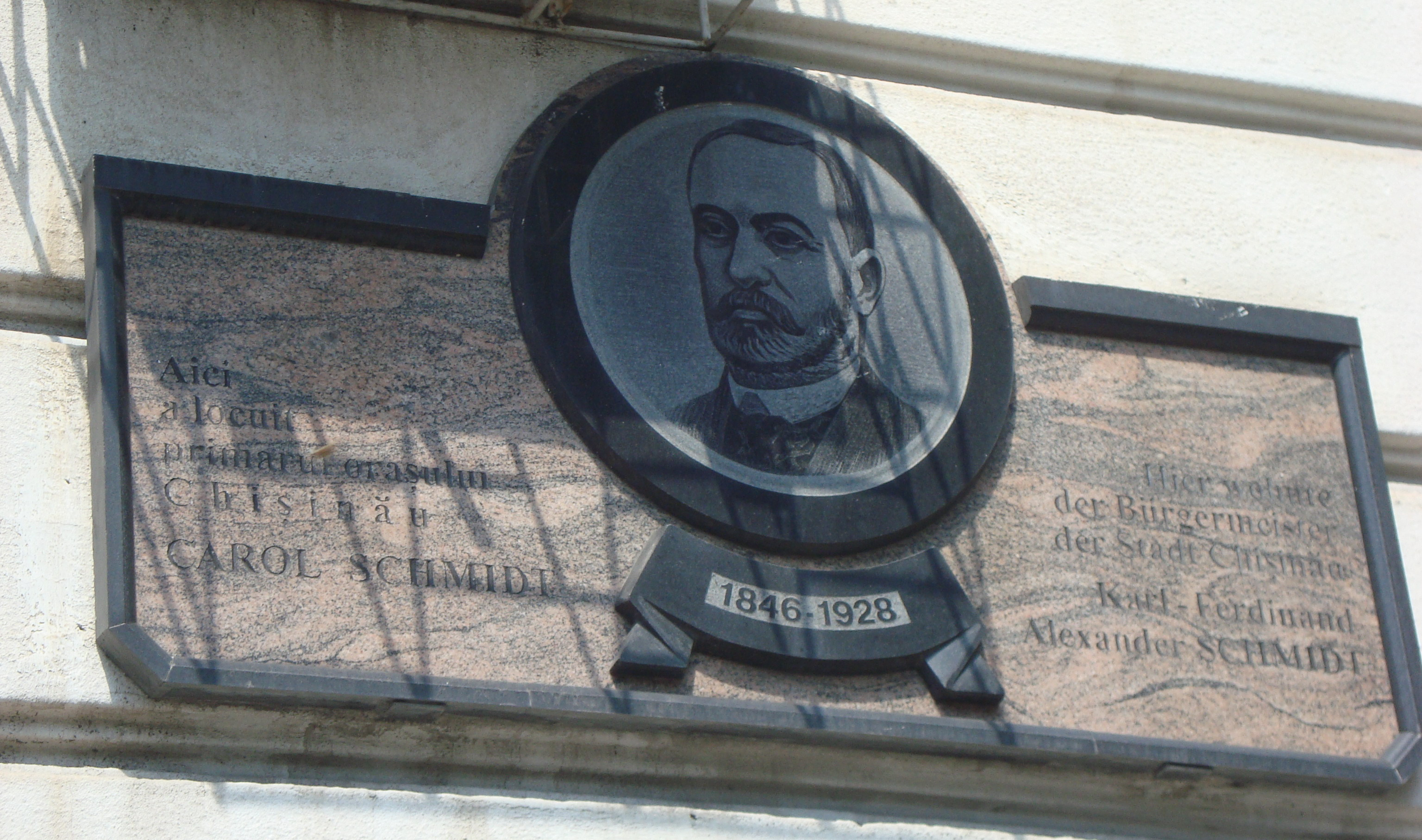
Placa memorială de pe casa din Chișinău în care a locuit Carol Schmidt (str. Mitropolit Varlaam nr. 84)

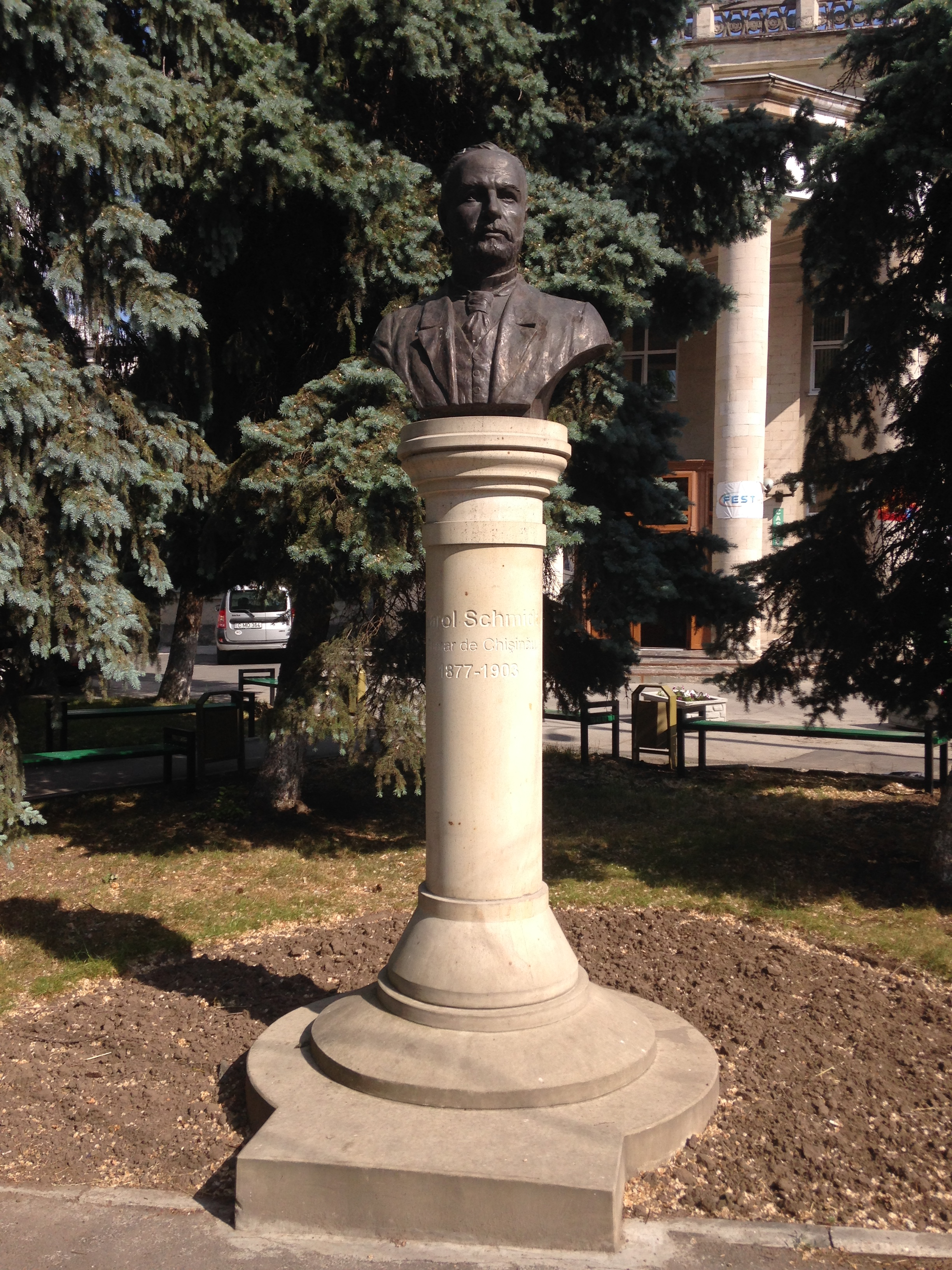
Bustul lui Carol Schmidt din fața Filarmonicii Naționale din Chișinău

Carol Schmidt a fost unicul primar în cinstea căruia orășenii au cerut ca una dintre străzi să-i poarte numele, pe când încă se afla în viață . Se întâmpla în 1902, când se împlineau 25 de ani cu Schmidt în fruntea orașului. Vechea stradă Gostinnaia (rus. Гостинная), pe care locuia Schmidt, a devenit strada Carol Schmidt (rus. Шмидтовская), păstrându-și acest nume până în 1944. În prezent o stradă de la Telecentru poartă numele lui. În prezent o parte a străzii se numește strada Mitropolit Varlaam, iar cealaltă parte poartă numele mitropolitului Dosoftei. Casa în care a locuit Carol Schmidt a rezistat până astăzi și se găsește pe strada Mitropolit Varlaam nr. 84 (colț cu str. Mihai Eminescu). O placă memorială instalată pe imobilul respectiv amintește, în limba română și germană, de fostul locatar.
La 10 mai 2014 a fost inaugurat bustul lui Carol Schmidt in fața Filarmonicii Nationale din Chișinău, în apropiere de casa în care a locuit fostul primar de Chișinău. Opera a fost executată de sculptorul moldovean Veaceslav Jiglițchi. Toate cheltuelile au fost acoperite de ambasada Germaniei și Poloniei.
Cât despre mormântul primarului, acesta nu se mai cunoaște. Deja în 1937, la un deceniu de la moartea lui Schmidt, Gheorghe Bezviconi scria în revista Din trecutul nostru că mormântul ilustrului primar rămâne neîngrijit și doar o cruce modestă de lemn străjuiește la căpătâiul lui. După ani, lemnul putrezind, mormântul nu mai poate fi identificat.